# Ossira
Ossira es una empresa de indumentaria femenina ubicada en Argentina. Fundada por Juana Sterlicchio en 1960.

## Historia
Comenzó con la instalación de un pequeño taller de indumentaria por Juana Sterlicchio en la década de 1960, en su casa de Pergamino (Buenos Aires). Allí se dedicaba al empaque y distribución de productos cosidos por otras personas en sus domicilios, pero bajo su supervisión. Durante los años de 1970 se especializó en "telas finas" como los vestidos, polleras y remeras.
En 1980 entabla relaciones con la marca Siru Star, ampliando su volumen de producción e incorporándose al mundo de la moda. En 1986 los hijos de Juana, Ana y Luis (actuales propietarios de la marca) adquieren el 50% de la compañía Pinet para indumentaria, de la que a futuro serían sus únicos dueños. A partir de la fusión y su integración en cadena se comienza a consolidar la actual marca como Ossira en el mes de marzo de 1998, dedicada a la indumentaria femenina.
Desde la empresa se refieren a que su valor estratégico se basó en la innovación creando productos diferenciales y en las relaciones con los proveedores y los clientes. Como avances recuperaron la moda del "Floc" (felpa pegada automáticamente por una máquina especial en las telas) y de ser precursora en el sublimado de telas (inyección de tintas en telas de poliéster).
En 2002 inauguran la casa central ubicada en la Avenida Santa Fe que posee todas las áreas administrativas y el showroom.
En el mercado argentino poseía en diciembre de 2007 más de 30 locales propios y 400 multimarca, además de concesiones y franquicias en países como Estados Unidos, España, México, Colombia, Brasil, Chile, Uruguay y Paraguay. Para el año 2012 poseían un local propio más y 250 distribuidos a lo largo de la Argentina en los principales shoppings.